# Паппо, Эммануэль
Эммануэль Аддокуае Паппо (англ. Emmanuel Addoquaye Pappoe; род. 3 марта 1981, Аккра) — ганский футболист, защитник.

## Клубная карьера
Большую часть своей карьеры провёл в Израиле, где играл за такие клубы, как «Ашдод» (2003—2005), «Хапоэль (Кфар-Сава)» (2005—2007), «Хапоэль (Хайфа)» (2009) и «Бейтар Тель-Авив Рамла» (2010). Два сезона (2007—2009) провёл в кипрском «АЕК» из Ларнаки. Начинал (2001—2003) профессиональную карьеру в «Либерти Профешионалс», где и завершил карьеру.

## Карьера за сборную
За сборную Ганы Эммануэль провёл 28 матчей. Участник Летних Олимпийских игр 2004 года в Афинах (Греция), Кубка африканских наций 2006 года в Египте и чемпионата мира 2006 года в Германии.

## Достижения
- Финалист Чемпионата мира среди молодёжных команд 2001 года в Аргентине